# Bang Rakam
Bang Rakam (em tailandês: บางระกำ) é um distrito (amphoe) da Tailândia, localizado na província de Phitsanolok, na Região Norte do país.
Possui uma área de 93,6 km² e uma população de 94 854 habitantes, de acordo com estimativas de 2020.